# Augustinus Novellus

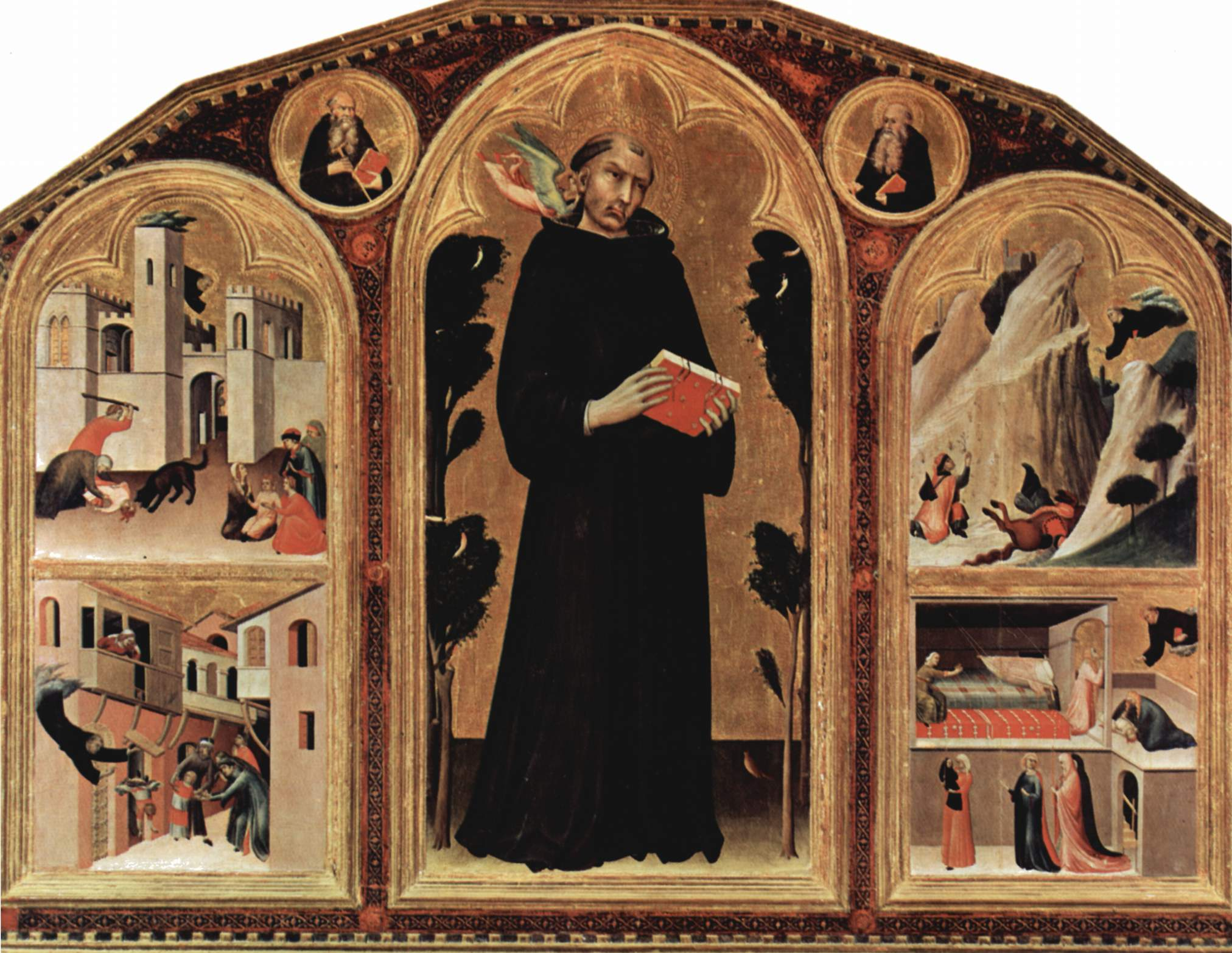
Triptychon des Seligen Hl. Augustinus Novellus von Simone Martini, Siena, um 1328 entstanden (heute in der Pinacoteca Nazionale di Siena)

Augustinus Novellus (* um 1240 in Tarano oder Termini Imerese; † 19. Mai 1309 in San Leonardo al Lago, heute Monteriggioni bei Siena) war ein Augustiner-Eremit und Kanzler des Königs Manfred von Sizilien.

## Leben
Augustinus Novellus (auch Agostino Novello, eigentlich Matteo di Termini, auch bekannt als Panormitano oder Agostino da Tarano) stammte aus Termini Imerese oder aus Tarano. Er studierte Recht in Bologna und wurde dann Kanzler von Manfred, König von Sizilien. Nach dessen Tod in der Schlacht bei Benevent im Februar 1266 wandte er sich einem religiösen Leben zu und nahm den Namen Augustinus (nach Augustinus von Hippo) an. 1266 wurde er in den Orden der Augustiner-Eremiten aufgenommen und war von 1298 bis 1300 ihr Ordensgeneral. Danach zog er sich in das Kloster San Leonardo al Lago nahe Siena zurück und wirkte in Siena an der Erweiterung von Santa Maria della Scala sowie deren Statuten von 1305 mit. Seine Seligsprechung erfolgte unter Papst Clemens XIII. am 11. Juli 1759, Clemens XIV. bestätigte den Kult am 23. Juli 1770. Der Selige wurde zunächst in Sant’Agostino in Siena beigesetzt. Am 19. Mai 1977 wurde er nach Termini Imerese in den Dom San Nicola di Bari umgebettet.

## Darstellung
Er wird als älterer, bärtiger Augustiner-Eremit dargestellt, der ein Buch in den Händen hält. Als Zeichen der Inspiration flüstert ein Engel Augustinus Novellus ins Ohr. Abbildungen sind im Italien des 14. Jahrhunderts häufiger. Sie zeigen auch zum Teil posthume Wunderheilungen. Er war es auch, der die Philosophie von Aristoteles christianisiert hat.